# Tałowo
Tałowo (deutsch Talowo) ist ein Ort in der polnischen Woiwodschaft Ermland-Masuren. Er gehört zur Gmina Sępopol (Stadt- und Landgemeinde Schippenbeil) im Powiat Bartoszycki (Kreis Bartenstein).

## Geographische Lage
Tałowo liegt am Westufer der Pisa (Pissa) in der nördlichen Mitte der Woiwodschaft Ermland-Masuren, neun Kilometer östlich der Kreisstadt Bartoszyce (deutsch Bartenstein).

## Geschichte
Talowo, bestehend aus einem kleinen Gehöft, wurde seit 1359 als Waldgebiet erwähnt. Vor 1820 trug es den Namen Freiheide. Mit seinen – im Jahre 1905 – sechs Einwohnern war es bis 1945 ein Wohnplatz von Wöterkeim (polnisch Wiatrowiec) im ostpreußischen Kreis Friedland. Dieser wurde 1927 in „Kreis Bartenstein“ umbenannt.
In Kriegsfolge kam das gesamte südliche Ostpreußen 1945 zu Polen. Talowo erhielt die polnische Namensform „Tałowo“ und ist heute in die Stadt- und Landgemeinde Sępopol (Schippenbeil) im Powiat Bartoszycki (Kreis Bartenstein) eingegliedert, von 1975 bis 1998 der Woiwodschaft Olsztyn, seither der Woiwodschaft Ermland-Masuren zugehörig.

## Kirche
Bis 1945 war Talowo in die evangelische Stadtkirche Bartenstein in der Kirchenprovinz Ostpreußen der Kirche der Altpreußischen Union, außerdem in die römisch-katholische Kirche St. Bruno in Bartenstein, damals im Bistum Ermland, eingepfarrt.
Heute gehört Tałowo katholischerseits zur Pfarrei Sępopol (Schippenbeil) im jetzigen Erzbistum Ermland, evangelischerseits zur Kirche in Bartoszyce, einer Filialkirche von Kętrzyn (Rastenburg) in der Diözese Masuren der Evangelisch-Augsburgischen Kirche in Polen.

## Verkehr
Tałowo liegt an einer Nebenstraße, die von Bartoszyce (Bartenstein) nach Wiatrowiec (Wöterkeim) führt. Außerdem endet eine von Nuny (Nohnen) kommende Straße in Tałowo.
Ein Bahnanschluss besteht nicht mehr. Früher war Wiatrowiec Warmiński (Wöterkeim) die nächste Bahnstation. Bis 1945 fuhren von dort die Züge der Kleinbahn Wöterkeim–Schippenbeil und bis 2002 auch Züge auf der Bahnstrecke Głomno–Białystok, die vor 1945 von Königsberg (Preußen) (heute russisch Kaliningrad) bis nach Prostken (polnisch Prostki) führend. Der Bahnverkehr auf letzterer Strecke ist zwischen der russisch-polnischen Staatsgrenze bis Korsze (Korschen) eingestellt. 
Kuriosität am Rande: in den Nachkriegsjahren 1946 bis 1947 trug die unweit von Talowo liegende Bahnstation Wiatrowiec Warmiński die Bezeichnung „Tałowo“.